# Anisopteromalus glaber
Anisopteromalus glaber is een vliesvleugelig insect uit de familie Pteromalidae. De wetenschappelijke naam is voor het eerst geldig gepubliceerd in 1981 door Szelényi.